# Sito archeologico di Arlington
Il sito archeologico di Arlington è un'area archeologica degli Stati Uniti situato presso Capeville, nella contea di Northampton, in Virginia.
Il sito si trova ad est delle Custis Tombs. Il sito include alcuni ritrovamenti archeologici della piantagione di Accomack, il primo insediamento inglese nell'Eastern Shore e risalente al 1619, oltre ad un'area corrispondente al quartiere degli schiavi e risalente alla seconda metà del XVIII secolo. Il sito include le fondamenta dell'antica Arlington House, fondata nel 1670 circa e demolita nel 1720 circa. La piantagione di Arlington fu la sede ancestrale della famiglia Custis in Virginia. Gli scavi e le analisi archeologiche sul sito sono state condotte tra il 1987 ed il 1988 e nuovamente nel 1994.
L'antica Arlington Mansion ha dato poi il suo nome alla nuova Arlington House che ancora oggi è presente ad Arlington, in Virginia.
Il sito è stato incluso nel National Register of Historic Places nel 2008.